# 106
Évszázadok: 1. század – 2. század – 3. század
Évtizedek: 50-es évek – 60-as évek – 70-es évek – 80-as évek – 90-es évek – 100-as évek – 110-es évek – 120-as évek – 130-as évek – 140-es évek – 150-es évek
Évek: 101 – 102 – 103 – 104 –  105 – 106 – 107 – 108 – 109 – 110 – 111

## Események

### Római Birodalom
- Lucius Ceionius Commodust (helyettese L. Minicius Natalis) és Sextus Vettulenus Civica Cerialist (helyettese Q. Licinius Silvanus Granianus Quadronius Proculus) választják consulnak.
- Traianus ostrom alá veszi a dákok fővárosát, Sarmizegetusát. Mikor elvágja a védők vízellátását, azok megadják magukat. Decebalus dák király elmenekül, de mikor a római lovasság utoléri, öngyilkos lesz. Sarmizegetusát lerombolják. A rómaiak egy áruló dák főúr segítségével megtalálják Decebalus kincstárát, amely 165 tonna aranyból és 331 tonna ezüstből áll.
- Traianus megalapítja Dacia provinciát, amelynek székhelye az újonnan létrehozott Colonia Ulpia Traiana Dacica Augusta Sarmizegetuza.
- Meghal II. Rabbel nabateus király. A rómaiak az alkalmat kihasználva Cornelius Palma syriai helytartó közreműködésével megszállják és annektálják a nabateus királyságot. Megalakul Arabia Petraea provincia.
- Pannonia provinciát közigazgatásilag kettéosztják, létrejön Pannonia Superior, Carnuntum székhellyel[1] és Pannonia Inferior, Aquincum székhellyel.
- Lusitaniában elkészül a Tagus folyó 194 m hosszú hídja.
- Aelianus Tacticus hadtörténész megírja a makedónok taktikájáról szóló művét.

### Kína
- Február 13-án 26 éves korában meghal Ho császár. Teng császárné a császár két fia közül az egészségesebb, de csak 3 hónapos Liu Longot kiáltatja ki császárrá Sang néven. Ősszel azonban Sang meghal és a császárné – mivel attól tart hogy később megharagudna rá azért mert először nem őt választotta – nem Ho nagyobbik fiát, hanem Ho féltestvérének 12 éves fiát, Liu Hut ülteti a császári trónra, aki az An nevet veszi fel.

## Halálozások
- Február 13. – Han Ho-ti, kínai czászár
- Szeptember 21. – Han Sang-ti, kínai császár
- Decebalus, dák király
- II. Rabbel, nabateus király

## Fordítás
- Ez a szócikk részben vagy egészben  az   AD 106 című angol Wikipédia-szócikk ezen változatának fordításán alapul.  Az eredeti cikk szerkesztőit annak laptörténete sorolja fel. Ez a jelzés csupán a megfogalmazás eredetét és a szerzői jogokat jelzi, nem szolgál a cikkben szereplő információk forrásmegjelöléseként.